# Szlávy György
Szlávy György (Nagyvárad, 1766. – 1818. február 16.) a Belényesi járás főszolgabírója; Szlávy János bátyja.

## Életpályája
A magyar jakobinus mozgalomban való részvételéért 1795-ben három évi börtönre ítélték. Kiszabadulása után visszavonultan élt bihari birtokán.